# Leni Hofknecht
Helene Magdalena „Leni“ Hofknecht (* 19. Februar 1929 in Bayreuth; † 5. September 2021 in Jennersville, Pennsylvania) verheiratete Helene Magdalena Mader war eine Deutsche Weitspringerin.

## Biografie
Leni Hofknecht wurde 1950 und 1952 im Weitsprung Deutsche Vizemeisterin. Mit ihrem besten Sprung von 5,59 m im Jahr 1948 hätte sie bei den Olympischen Spielen in London die Bronzemedaille gewonnen, allerdings durften wegen des Zweiten Weltkriegs keine deutschen Athleten teilnehmen. Bei den Olympischen Spielen 1952 in Helsinki konnte sie schließlich im Weitsprung teilnehmen und belegte den 15. Rang.
Kurz nach den Olympischen Spielen heiratete sie den US-Amerikaner Frederick Mader, den sie zuvor während in ihrer Zeit als Austauschschülerin am Winona State Teacher’s College in Minnesota kennengelernt hatte. Das Paar zog nach der Hochzeit nach West Grove im Bundesstaat Pennsylvania.